# Boris Tjitjerin

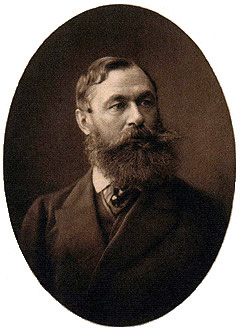
Boris Tjitjerin

Boris Nikolajevitj Tjitjerin (ryska: Борис Николаевич Чичерин), född 7 juni (gamla stilen: 26 maj) 1828 i Tambov guvernement, död 17 februari (gamla stilen: 3 februari) 1904, var en rysk filosof och jurist. 
Tjitjerin blev 1868 professor i statsrätt vid Moskvauniversitetet och var en tid stadens borgmästare, tills han blev avsatt. I strävan att förena rysk kultur med Europas andliga liv bekämpade han den revolutionära nihilismens anarkistiska tendenser, ställde sig på den sedliga frihetens grundval och såg en kulturfara i tsar Alexander III:s reaktionära politik, som borde motverkas genom ett parlamentariskt styrelsesätt. Men för detta ändamål måste den politiska bildningen höjas. 
Tjitjerins viktigaste arbeten är Oblastnyja utjrezjdenija Rossii v XVII. věku (1857), Opyti po istorii russkago prava (1859), Istorija polititjeskich utjenii (1901), Kurs gosudarstvennoj nauki (1894–98) och Voprosy volitiki (1903).